# Judéo-Pologne
La Judéo-Pologne (en polonais : Judeopolonia) est une théorie du « complot juif » qui imagine une future domination juive de la Pologne,. Son origine remonte à un livre publié en 1858 par Julian Ursyn Niemcewicz, mais elle ne s'est répandue dans la propagande antisémite qu'au début du XXe siècle. En 1912, un pamphlétaire antisémite, Teodor Jeske-Choiński, fait dire aux Juifs dans un de ses livres : « Si vous ne nous laissez pas établir un "État judéo-polonais" et une nation pour le "peuple judéo-polonais", nous vous étranglerons ».
Ce mythe a refait surface à propos de la Ligue des États de l'Europe de l'Est proposée par Max Bodenheimer en 1914. Andrzej Leszek Szcześniak, historien controversé et accusé d'antisémitisme, décrit dans ses livres Judeopolonia (2001) et Judeopolonia II (2002) les Juifs comme « des informateurs et des espions du tsar, des hyènes aux poings serrés et des gens impertinents, arrogants, qui oppriment le peuple polonais ».
Szczęśniak donne le nom de Judéo-Pologne à la Ligue des États d'Europe de l'Est proposée par le Comité allemand pour la libération des Juifs de Russie, dont le projet était de construire un État tampon de type consociationaliste entre l'Allemagne et la Russie.